# Klösterli (Zofingen)

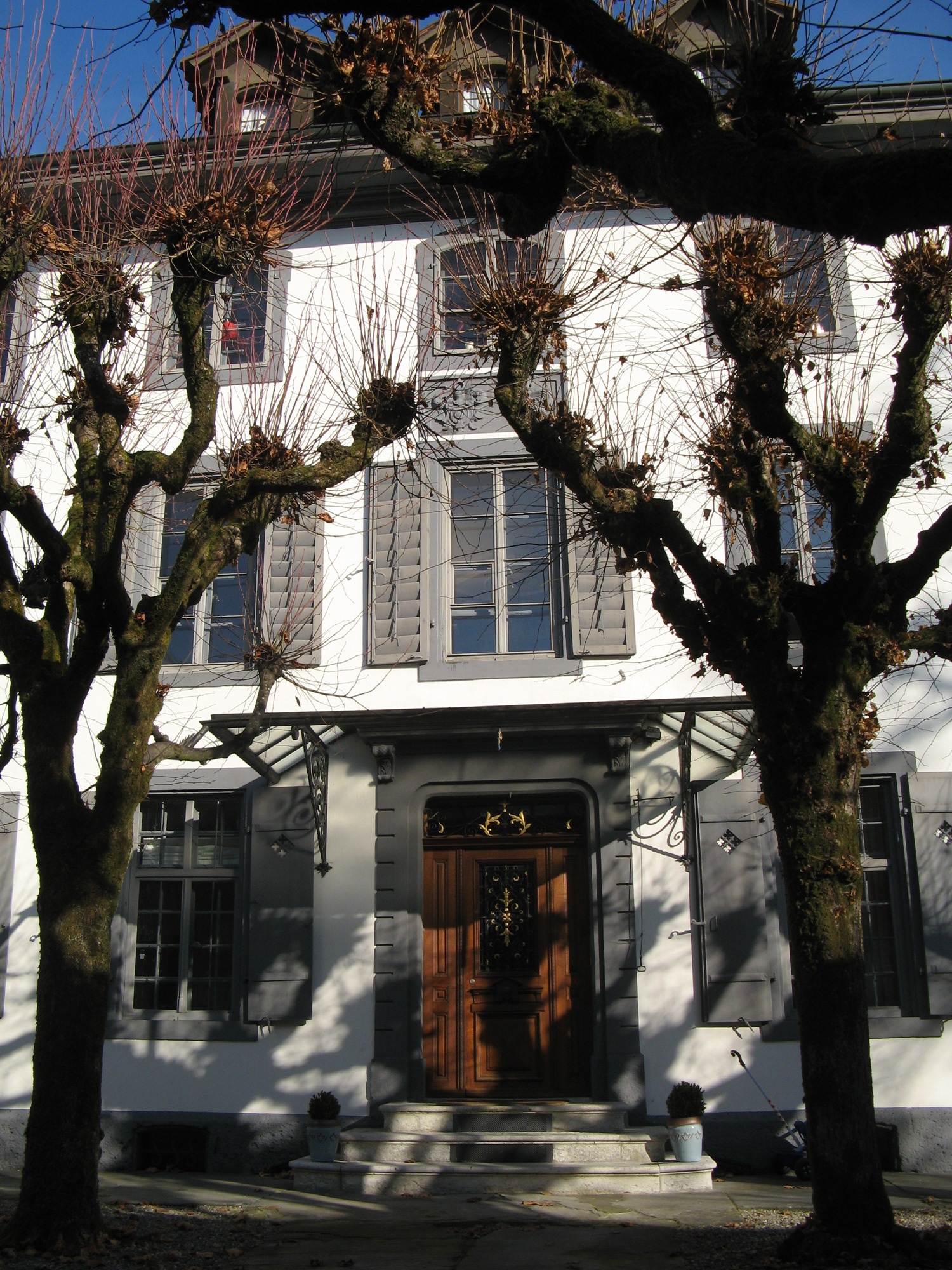
Klösterli, 2011

Das Klösterli ist ein barockes Gebäude in Zofingen in der Schweiz. Es steht im südöstlichen Teil der Altstadt an der Klösterligasse 2. Das Gebäude ist als Kulturgut von nationaler Bedeutung eingestuft und steht unter Denkmalschutz.
1603 erwarb Pfarrer Heinrich Dachstein ein Grundstück nahe der damaligen Stadtmauer und baute darauf ein Wohnhaus. Nach seinem Tod lebten dort seine sieben Töchter und die Witwe, weshalb das Gebäude die scherzhafte Bezeichnung «Klösterli» (kleines Kloster) erhielt. 1727 liess Pfarrer Daniel Ringier-Suter das Haus abreissen und durch das heute noch bestehende Gebäude ersetzen. Die späteren Besitzer Sigmund Ringier und Georg Gränicher nahmen im Verlaufe des 18. Jahrhunderts einige bauliche Veränderungen vor. Heute wird das Gebäude von einer Arztpraxis für Kinder- und Jugendpsychiatrie genutzt.
Das Klösterli präsentiert sich als dreigeschossiges vornehmes Patrizierhaus mit Walmdach. Es ist das einzige in der Altstadt mit einem Garten. Rechteck- und Spitzbogenfenster (im zweiten Stockwerk) unterteilen das Gebäude streng symmetrisch in fünf mal drei Achsen, während Lisenen die Ecken hervorheben. An der Nordfassade ist eine hölzerne Loggia mit toskanischen Säulen angebaut, die Westfassade trägt ein Allianzwappen Ringier-Suter. Das Areal wird von einer Quadermauer umgeben, mit einem steinernen Gartenhaus unter einem Zeltdach an der Südwestecke sowie einem schmiedeeisernen Portal zwischen hohen Pfeilern aus Sandstein.
Im Innern besitzen die Türen geschweifte Füllungen, sämtliche Messingtürschlösser und -beschläge sind im Originalzustand erhalten. Im Vestibül finden sich Stuckaturen im Empirestil mit Pilastern und Rundbögen, die Johann Daniel Osterrieth zugeschrieben werden. Der Kachelofen aus dem Jahr 1783, ein Werk von Wilhelm Emanuel Dittlinger und Peter Gnehm, zeigt auf Weiss eine blaue Landschaft. Die Zimmer im zweiten Stockwerk besitzen Stuckdecken, eines davon ist mit Nussbaumholz getäfert.